# تياغو غوميز (لاعب كرة قدم)
تياغو غوميز (بالبرتغالية: Tiago Filipe Figueiras Gomes‏) هو لاعب كرة قدم برتغالي في مركز الوسط، ولد في 18 أغسطس 1985 في فيلا فرانكا دي إكسيرا في البرتغال. شارك مع منتخب البرتغال تحت 21 سنة لكرة القدم. أما مع النوادي، فقد لعب مع إستريلا دا أمادورا وإشتوريل برايا وستيوا بوخارست ونادي أبويل ونادي إيركوليس ونادي بلاكبول ونيا سلاميس فاماغوستا.

## وصلات خارجية
- تياغو غوميز (لاعب كرة قدم) على موقع قاعدة بيانات كرة القدم.إي يو (الإنجليزية)
- تياغو غوميز (لاعب كرة قدم) على موقع Soccerbase.com (لاعب) (الإنجليزية)
- تياغو غوميز (لاعب كرة قدم) على موقع Soccerway.com (الإنجليزية)
- تياغو غوميز (لاعب كرة قدم) على موقع AS.com (الإسبانية)